# مانويل كورتيز
مانويل كورتيز (بالألمانية: Manuel Cortez)‏ هو ممثل ألماني (وحمل سابقاً جنسية ألمانيا الغربية)، ولد في 24 مايو 1979 في لشبونة في البرتغال.

## وصلات خارجية
- الموقع الرسمي
- مانويل كورتيز على موقع IMDb (الإنجليزية)
- مانويل كورتيز على موقع ألو سيني (الفرنسية)
- مانويل كورتيز على موقع أول موفي (الإنجليزية)
- مانويل كورتيز على موقع قاعدة بيانات الأفلام السويدية (السويدية)
- مانويل كورتيز على موقع قاعدة بيانات الفيلم (الإنجليزية)
- مانويل كورتيز على موقع كينوبويسك (الروسية)